# Rutélitsi
Rutélitsi (en rus: Рутелицы) és un poble de l'óblast de Leningrad, a Rússia, que el 2017 tenia 39 habitants, pertany al districte de Vólossovo.